# グラスゴー
グラスゴー (英: Glasgow/ スコットランド・ゲール語: Glaschu) は、イギリスのスコットランド南西部に位置する都市。人口は63万人で、スコットランド最大である。イギリス全体でも、ロンドン、バーミンガム、リーズ（いずれもイングランド）に次いで第4位に位置する。

## 概要
英国国内ではロンドンとエディンバラについで3番目に観光客が多く、年間300万人ほどがこの街を訪れる。15世紀創立の名門グラスゴー大学を擁し、産業都市であるとともに、文化・芸術・若者の街として知られている。英語で「ノルウェー人」や「ノルウェーの」といった形容詞が"Norwegian"であるように、グラスウィージャン (Glaswegian) といった言葉が用いられる。移民が多く、かつては工業の街であった背景も影響し、地元の人々の英語方言はスコットランド訛りの中でも特に難解とされている。訛りが強いだけではなく、グラスウィージャンの方言も使用されている。なお、スコットランド・ゲール語はグラスゴーではほとんど使用されない。1990年には欧州連合の欧州文化都市に選ばれている。
グラスゴーはスコットランド最大の経済都市であり、一人当たりのGDP（国内総生産）もイギリス三位である。

## 歴史
紀元前からクライド川沿いに集落が形成されていた。ローマ帝国はこの地に前哨拠点を設置し、ローマ支配下のブリタニアとケルト人やピクト人の住むカレドニアの間にアントニヌスの長城を建設した。グラスゴーの街はキリスト教の聖人聖ムンゴの伝道により6世紀頃につくられたと言われている。これ以後グラスゴーはスコットランドの中心として発展し、12世紀にはグラスゴー大聖堂が、1451年にはグラスゴー大学が創設された。16世紀に入るとクライド川の水運を用いた貿易が盛んになり、アメリカ大陸のタバコ、カリブ海の砂糖などがこの都市を中継してイギリス国内に運ばれた。1707年にイングランド王国とスコットランド王国が合併、現在の連合王国としてのイギリス（しばしば、この合併政体は『ユニオン』と呼ばれる）が成立する。そして産業革命が始まると、ランカシャーで採掘される石炭と鉄鉱石によって工業化が進み、グラスゴーでは綿工業を中心とした産業が盛んになった。また都市の発展に伴ってアイルランド等からの移住者が増え、大英帝国第二の都市と呼ばれるようになった。また海運を通じて造船業も発展する。ヨーロッパ最大の機関車製造会社ノース・ブリティッシュ・ロコモティブはグラスゴーの企業であった。
しかし第二次世界大戦後、イギリスの経済が急激に悪化。他の都市と同様にグラスゴーもイギリスの不況の影響を避けることができなかった。1960年代になると造船所の閉鎖が相次いだ。しかしクイーン・エリザベス2号はこの時期にこの都市で建造されている。
1970年代から1980年代にかけても不況期が続き、治安も悪化していた。1990年代に入ると金融などを中心に経済が持ち直し、現在では地価が高騰している。

## 気候
ケッペンの気候区分では西岸海洋性気候 (Cfb)に属する。
| グラスゴー（Springburn, 1981-2010）の気候 | グラスゴー（Springburn, 1981-2010）の気候 | グラスゴー（Springburn, 1981-2010）の気候 | グラスゴー（Springburn, 1981-2010）の気候 | グラスゴー（Springburn, 1981-2010）の気候 | グラスゴー（Springburn, 1981-2010）の気候 | グラスゴー（Springburn, 1981-2010）の気候 | グラスゴー（Springburn, 1981-2010）の気候 | グラスゴー（Springburn, 1981-2010）の気候 | グラスゴー（Springburn, 1981-2010）の気候 | グラスゴー（Springburn, 1981-2010）の気候 | グラスゴー（Springburn, 1981-2010）の気候 | グラスゴー（Springburn, 1981-2010）の気候 | グラスゴー（Springburn, 1981-2010）の気候 |
| 月                                        | 1月                                       | 2月                                       | 3月                                       | 4月                                       | 5月                                       | 6月                                       | 7月                                       | 8月                                       | 9月                                       | 10月                                      | 11月                                      | 12月                                      | 年                                        |
| ----------------------------------------- | ----------------------------------------- | ----------------------------------------- | ----------------------------------------- | ----------------------------------------- | ----------------------------------------- | ----------------------------------------- | ----------------------------------------- | ----------------------------------------- | ----------------------------------------- | ----------------------------------------- | ----------------------------------------- | ----------------------------------------- | ----------------------------------------- |
| 平均最高気温 °C （°F）                    | 6.0 (42.8)                                | 6.6 (43.9)                                | 8.8 (47.8)                                | 11.7 (53.1)                               | 15.1 (59.2)                               | 17.5 (63.5)                               | 19.2 (66.6)                               | 18.5 (65.3)                               | 15.8 (60.4)                               | 12.1 (53.8)                               | 8.7 (47.7)                                | 6.1 (43)                                  | 12.2 (54)                                 |
| 平均最低気温 °C （°F）                    | 1.0 (33.8)                                | 1.1 (34)                                  | 2.3 (36.1)                                | 4.0 (39.2)                                | 6.5 (43.7)                                | 9.4 (48.9)                                | 11.1 (52)                                 | 11.0 (51.8)                               | 8.8 (47.8)                                | 6.0 (42.8)                                | 3.3 (37.9)                                | 1.0 (33.8)                                | 5.5 (41.9)                                |
| 降水量 mm （inch）                        | 112.8 (4.441)                             | 88.5 (3.484)                              | 96.9 (3.815)                              | 62.9 (2.476)                              | 61.4 (2.417)                              | 65.1 (2.563)                              | 83.5 (3.287)                              | 101.1 (3.98)                              | 112.7 (4.437)                             | 129.4 (5.094)                             | 105.5 (4.154)                             | 104.4 (4.11)                              | 1,124.3 (44.264)                          |
| 平均降水日数 （≥1 mm）                    | 17.0                                      | 13.5                                      | 15.7                                      | 12.5                                      | 12.0                                      | 11.7                                      | 12.7                                      | 14.1                                      | 13.8                                      | 16.6                                      | 15.9                                      | 14.7                                      | 170.3                                     |
| 平均月間日照時間                          | 37.8                                      | 62.9                                      | 86.2                                      | 127.6                                     | 173.3                                     | 148.9                                     | 149.0                                     | 142.2                                     | 111.2                                     | 80.0                                      | 51.1                                      | 32.9                                      | 1,203.1                                   |
| 出典：Met Office                          |                                           |                                           |                                           |                                           |                                           |                                           |                                           |                                           |                                           |                                           |                                           |                                           |                                           |

## 人口

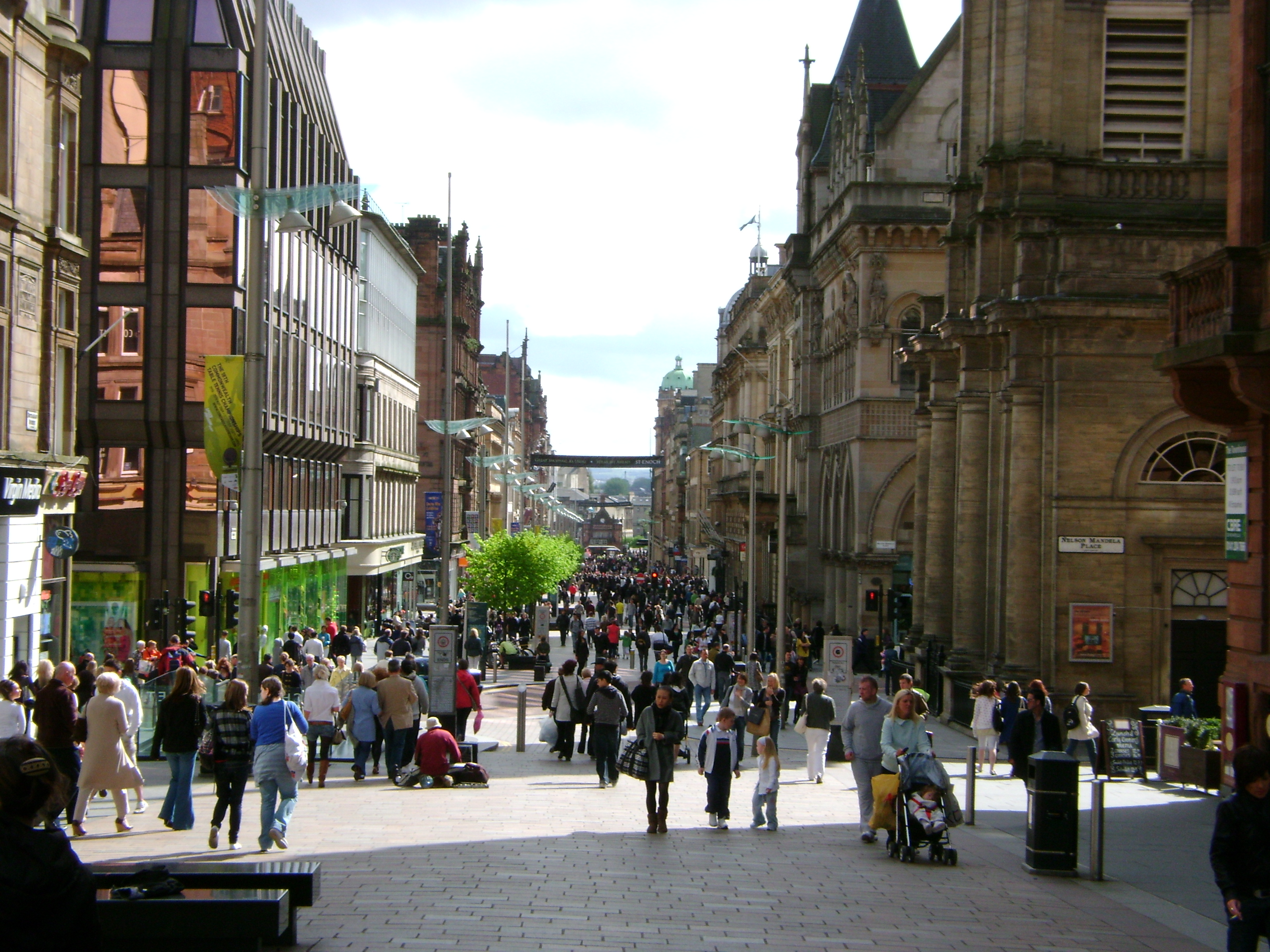
ブキャナン通り

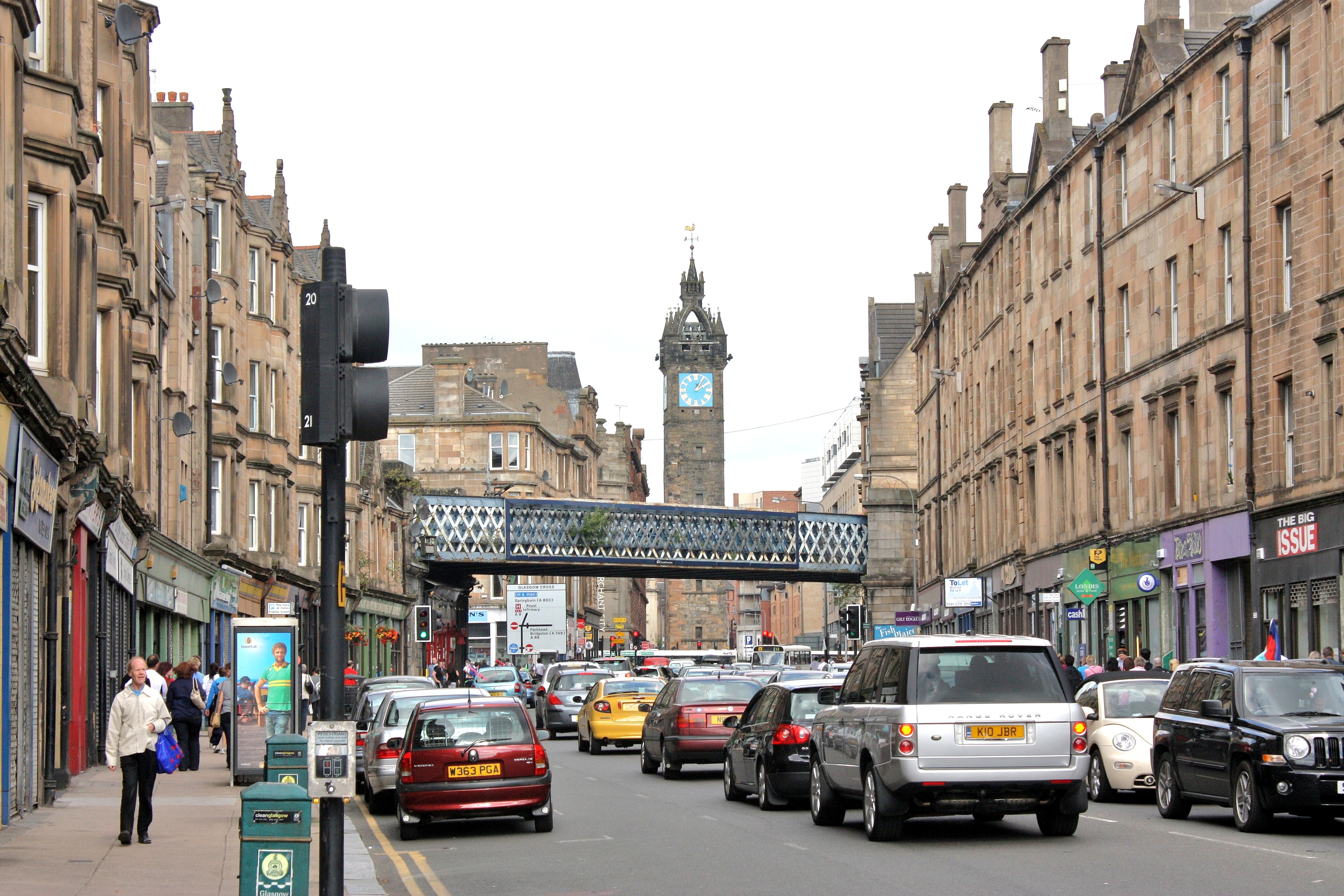
マーチャントシティ

かつてはロンドン、パリ、ベルリンについでヨーロッパで4番目に人口が多く、1920年代から1960年代には100万人を超えていたが、その後は大きく減少した。原因としては、郊外のニュータウンへの人口の移動があったことと、自治体の再編成があり境界線が変更されたことが挙げられる。郊外都市を含めた人口は約120万人である。
推移
- 1891 783,000
- 1911 784,000
- 1921 1,034,000
- 1931 1,088,000
- 1941 不明
- 1951 1,079,000
- 1961 1,055,000
- 1971 897,000
- 1981 881,000
- 1991 681,000
- 2001 579,000
- 2011 598,830
- 2019 633,120

男性の平均寿命が70歳前後、女性も70代半ばと先進国の都市としては際立って短い。この現象は「グラスゴー効果」として知られている。
年齢構成
15歳未満15.48%、15〜24歳15.76%、25歳〜64歳54.46%、65歳以上14.30%（2007年）

## 経済

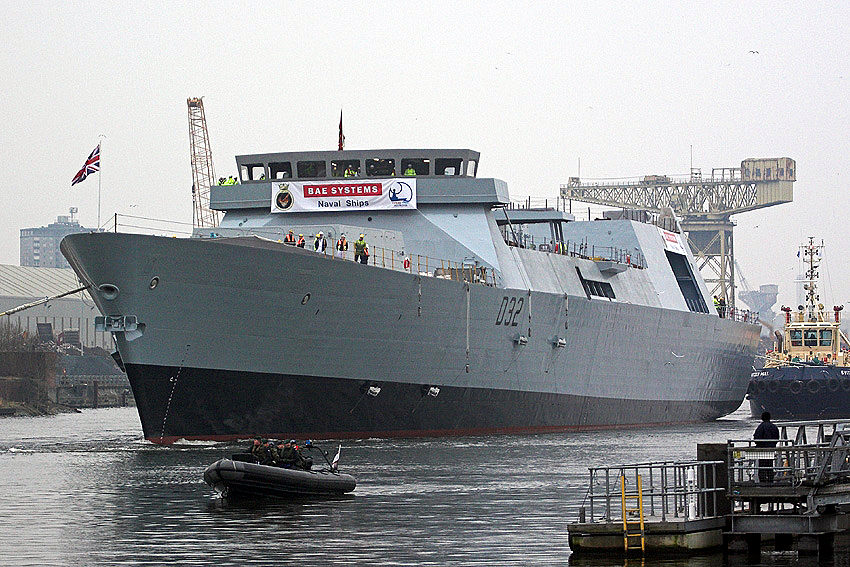
軍艦の進水式

スコットランド第1の経済力を持つ。古くはタバコ貿易、20世紀前半までは造船を主とした製造業で発展した。1906年にはロンドンに設立されたヤーロウ・シップビルダーズが都心と比べて約半値の不動産価格であること、鋼材や石炭の調達が容易であること、関連企業が近くに存在することなどから、グラスゴーのスコッツトンに本社移転を行った。長い時間をかけ、貨物列車によって機材などがスコッツトンに移され、1908年には新造船が竣工した。
世界的に見て造船の力は弱くなったとはいえ、海軍造船所があり、BAEシステムズをはじめイギリスの造船業中心地である。欧州で16番目に大きい金融センターとなっており電子機器、バイオ技術、コールセンターといった新しい産業も育っている。臨時電源及び冷凍・冷却温度制御機器レンタルソリューションの世界最大手企業アグレコが本社を置く。スコットランドではエディンバラに次いで観光客が多い都市である。

## 交通

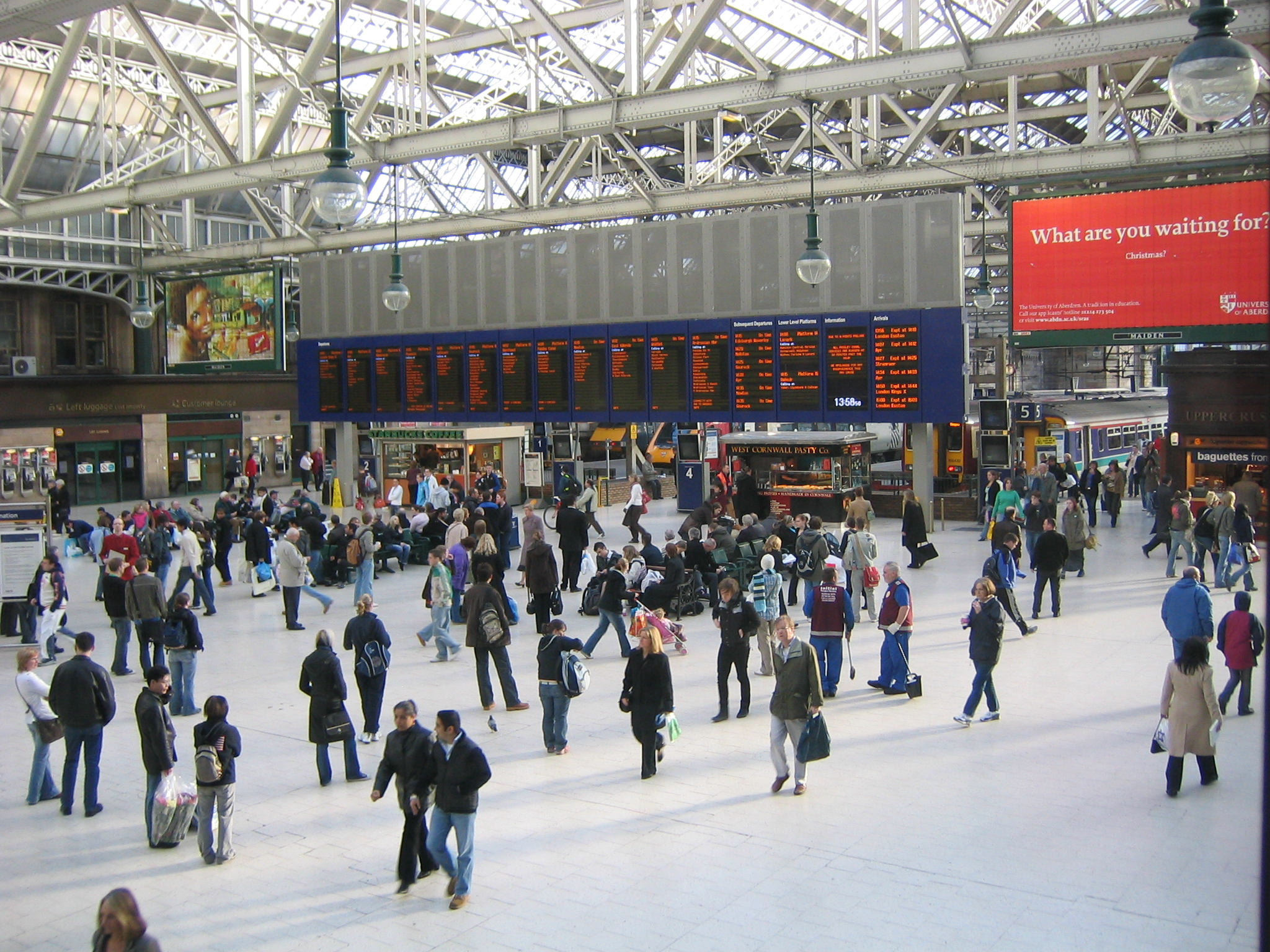
グラスゴー・セントラル駅

隣のエディンバラとの距離は電車で40分、バスで1時間半程である。

### 鉄道
- グラスゴー・セントラル駅
- グラスゴー・クイーンストリート駅
- グラスゴー地下鉄

### 航空
- グラスゴー国際空港
- グラスゴー・プレストウィック国際空港（英語版）
- グラスゴー水上飛行機乗り場（Glasgow Seaplane Terminal - クライド川に2007年8月に開港した。商業的に定期便を運行している都市型の水上機用空港は今日のヨーロッパでは唯一）

### 道路
- 高速道路M8（エディンバラからグラスゴーを東西に横断してスコットランド西岸に続いている）
- 高速道路M74（グラスゴーから南下し、イングランドの高速道路M6に接続している。M6はバーミンガムを経由し、ロンドンへ続くM1と接続）
- 高速道路M77
- 高速道路M80

## 教育
- グラスゴー大学
- ストラスクライド大学

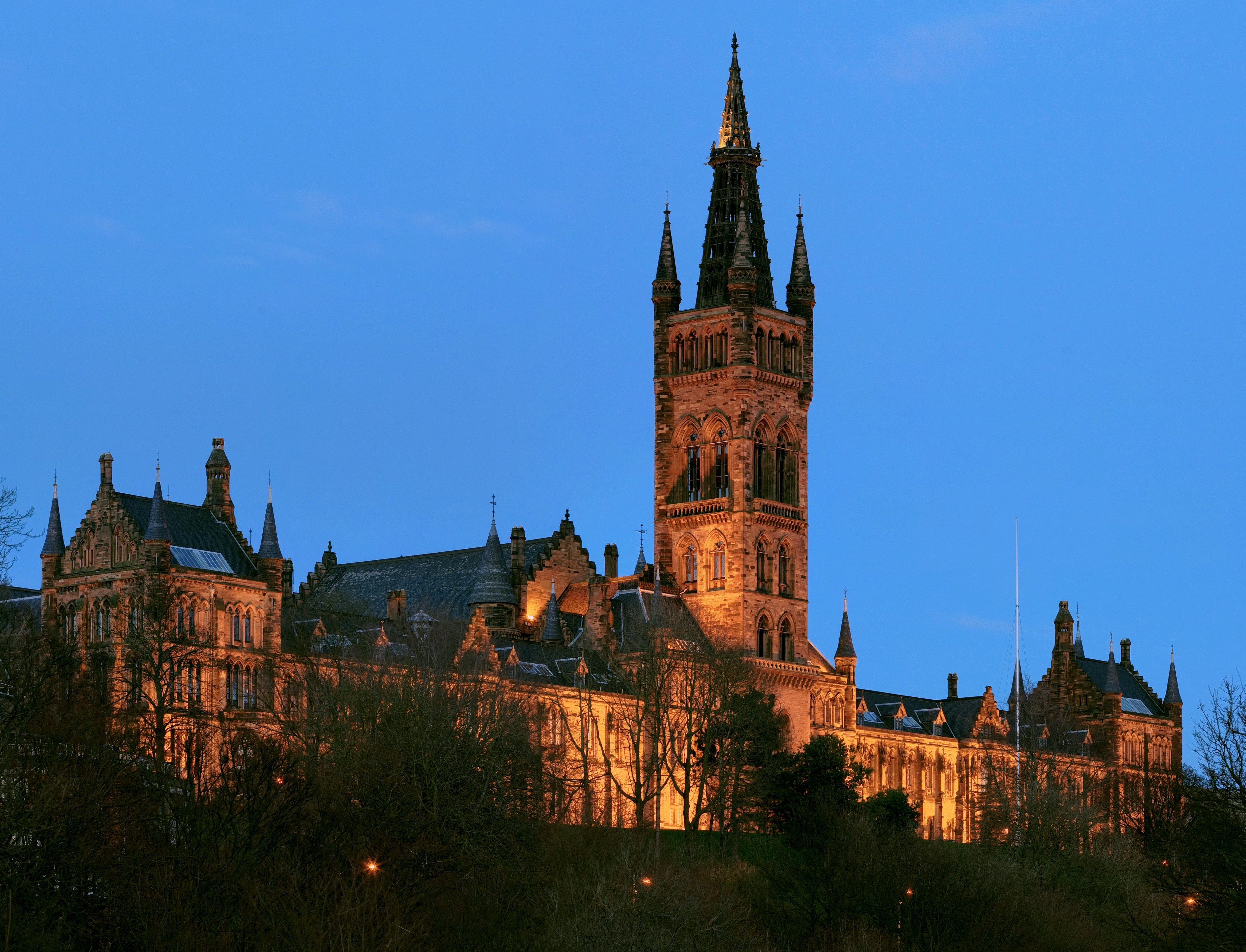
グラスゴー大学

- グラスゴー・カレドニアン大学（英語版）
- グラスゴー美術学校

## 文化

### スポーツ
グラスゴーは1872年にサッカー競技において、史上初となる国際試合が行われた街として知られている。スコットランド代表vsイングランド代表の間で行われ、試合は0-0のスコアレスドローに終わった。グラスゴーには、世界的にも非常に有名なサッカークラブが2チーム存在しており、スコティッシュ・プレミアシップに所属するセルティックとレンジャーズがある。
両チームの対戦は『オールドファーム・ダービー』と呼ばれ、宗教的な背景もあって（前者がアイルランド系移民のカトリック、後者がスコットランド人のプロテスタント）、世界でも有数のダービーマッチとして知られる。セルティックファンの間ではアイルランド旗が掲げられ、スコットランド旗が掲げられることは稀である。さらに北アイルランドのプロテスタントの間では、英国旗（ユニオン・ジャック）が掲げられることが多い。
2024年にはエミレーツ・アリーナで世界室内陸上競技選手権大会が開催された。

### 音楽
良質なロック、ポップバンドを数多く輩出している。1980年代にはオレンジ・ジュース、アズテック・カメラらポストカード・レーベル勢、1990年代にはザ・パステルズ、ティーンエイジ・ファンクラブらを中心とした草の根的なコネクションが、世界中のインディーズ・シーンに影響を与えた。近年ではベル・アンド・セバスチャン、フランツ・フェルディナンド、トラヴィス、モグワイ、ザ・フラテリス、チャーチズが有名。グラスゴー出身ではないが、ABBA の曲「スーパー・トゥルーパー」の歌詞には「グラスゴーから貴方に電話した夜」という一節がある。

### 建築
赤砂岩が建築材料としてよく使われ、町の特徴となっている。ジョージアン様式建築が主流を占める中、19世紀に入ると新古典様式やゴシック・リバイバル様式が流行し、世紀末にはアーツ・アンド・クラフツ運動の発祥の地の一つにもなった。ゴシック・リバイバル建築としては、1870年にジョージ・ギルバート・スコットの設計により完成したグラスゴー大学本館が秀逸である。19世紀後半のスコットランドを代表する建築家のキャンベル・ダグラス  (Campbell Douglas) がグラスゴーに事務所を構え、多数の教会を設計した。彼は明治政府の工部大学校校舎建設にも協力した。ウィロー・ティールームズやグラスゴー美術学校など、チャールズ・レニー・マッキントッシュがデザインした建築物が多数あり、観光地化されている。

### 映画
ケン・ローチは『マイ・ネーム・イズ・ジョー』や『カルラの歌』、『やさしくキスをして』でグラスゴーを舞台にしている。他にはユアン・マクレガー主演の『猟人日記』、リン・ラムジー監督の『ボクと空と麦畑』、ジェット・リー主演の『ダニー・ザ・ドッグ』、レイチェル・ワイズ主演の『ビューティフル・クリーチャー』、ジェラルド・バトラー主演の『Dear フランキー』などがある。

## 姉妹都市
- ハバナ（キューバ共和国）
- トリノ（イタリア共和国）
- ニュルンベルク（ドイツ連邦共和国）
- ロストフ・ナ・ドヌ（ロシア連邦）
- マルセイユ（フランス共和国）
- 大連（中華人民共和国）
- ベツレヘム（パレスチナ）
- ワシントンD.C.（アメリカ合衆国）
- エルサレム市（イスラエル国エルサレム地区）
- 新潟県（日本)

## 関係者

### 出身有名人
- ゴードン・ブラウン（第74代イギリス首相）
- トーマス・リプトン（商人）
- アンガス・ヤング（AC/DCのギタリスト）
- マルコム・ヤング（AC/DCのギタリスト）
- マーク・ノップラー（ミュージシャン、ダイアー・ストレイツのリーダー）
- ウィリアム・ラムゼー（化学者）
- ジョゼフ・ブラック（物理学者、化学者）
- アンソニー・レイド（レーシングドライバー）
- アレックス・ファーガソン（マンチェスター・ユナイテッド監督）
- チャールズ・マッキントッシュ（化学者、発明家）
- チャールズ・レニー・マッキントッシュ（建築家）
- デボラ・カー（女優）
- ジェラルド・バトラー（俳優、事務弁護士）
- ビリー・コノリー（俳優）
- ボビー・ギレスピー（プライマル・スクリームのボーカル）
- ジェームズ・マカヴォイ（俳優）
- エディ・リーダー（フェアーグラウンド・アトラクションのボーカル）
- ジョン・バロウマン（俳優）
- レイ・パーク（俳優）
- ケリー・マクドナルド（女優）
- エイミー・マクドナルド（歌手）
- ロバート・カーライル（俳優）
- チャーチズ（CHVRCHES バンド ミュージシャン）
- アンディ・マリー（プロテニスプレーヤー)
- アンドリュー・ロバートソン（サッカー選手）

### 居住その他ゆかりある人物
- アダム・スミス（経済学者） - グラスゴー大学で学ぶ。
- ユーニス・ゲイソン（女優） - 若年期に一時居住。